# パッション (2004年の映画)
『パッション』（原題：The Passion of the Christ）は、2004年のアメリカ映画。
メル・ギブソン監督。キリスト教や新約聖書で知られる、イエス・キリストの受難と磔刑を描く。原題は、英語で「キリストの受難」という意味。
出演者全員のセリフは、全編アラム語とラテン語となっており、ギブソンの意向で日本語吹替版及び各国の吹き替え版は一切制作されていない。また字幕の表示箇所も監督の意向であらかじめ指定されている。

## ストーリー
イエス・キリストがその癒しと愛の思想により、周囲から尊敬されながら生活していた状況から一転、処刑されるまでの12時間に何が起きたのかが描かれている。
弟子や民衆から尊敬を集めるイエスを疎ましく思った当時のユダヤ教の権力者、主にパリサイ派はイエスがメシアを名乗る事など神を冒涜しているという罪を捏造し捕縛させた。
イエスの愛による贖罪ではなく物理的なローマからの解放を望んだユダヤ人たちは、慣例となっていた過越しの祭での罪人の恩赦にあたって、ローマへの武力抵抗を行う組織熱心党ゼロテの武闘派であるバラバを釈放しイエスを処刑するように総督ピラトに訴える。
イエスは鞭打ちや石打ちの拷問を受けながら、十字架を背負わされて市中を歩き回らされる。ゴルゴダの丘で手掌部と足根部に楔を打ち付けられ磔にされる。その後、槍で突かれるなどするがイエスは長時間苦しみに耐え、天父に自分を裏切った者や拷問した兵士らに対する赦しを求める。ついにイエスが天に召される時が来る。
母のマリア、マグダラのマリアや支持者によって十字架から降ろされ埋葬されるが、宣言通り3日目に復活を遂げるのであった。

## キャスト
| 役名                       | 俳優                         | 備考                                                                     |
| -------------------------- | ---------------------------- | ------------------------------------------------------------------------ |
| イエス・キリスト           | ジム・カヴィーゼル           |                                                                          |
| マグダラのマリア           | モニカ・ベルッチ             |                                                                          |
| 聖母マリア                 | マヤ・モルゲンステルン       |                                                                          |
| サタン                     | ロザリンダ・チェレンターノ   |                                                                          |
| ヨハネ                     | フリスト・ジフコフ           |                                                                          |
| ペトロ                     | フランチェスコ・デ・ヴィート |                                                                          |
| イスカリオテのユダ         | ルカ・リオネッロ             |                                                                          |
| カイアファ                 | マッティア・スブラージャ     | イエスを糾弾する大祭司。                                                 |
| アンナス                   | トニ・ベルトレッリ           | カイアファと行動を共にする大祭司。                                       |
| ピラト                     | フリスト・ショポフ           | ローマ帝国のユダヤ属州総督。「イエスは罪人ではない」と考えている。       |
| クラウディア               | クラウディア・ジェリーニ     | ピラトの妻。「イエスを罪に問うべきではない」と夫のピラトに懇願する。     |
| アベナデール               | ファビオ・サルトール         | ピラト配下の百人隊長。最後は兜を脱ぎ、イエスを認めるような態度を見せる。 |
| ヘロデ王                   | ルカ・デ・ドミニチス         | イエスと面会するユダヤの王。                                             |
| バラバ                     | ピエトロ・サルッビ           | イエスと引き換えに釈放される死刑囚。                                     |
| ディスマス                 | セルジオ・ルビーニ           | イエス、ゲスタスと共に磔刑に処される死刑囚（善き盗賊、右盗）。           |
| ゲスタス                   | フランチェスコ・カブラス     | イエス、ディスマスと共に磔刑に処される死刑囚（悪しき盗賊）。             |
| カシウス（聖ロンギヌス）   | ジョヴァンニ・カパルボ       | イエスの脇腹を槍で刺したローマ兵。イエスやマリアに同情を示す。           |
| セラフィナ（聖ヴェロニカ） | サブリナ・インパッチャトーレ | ふらついて倒れたイエスを憐みヴェール（ハンカチ）を差し出した女性。       |
| キレネのシモン             | ジャレット・メルツ           | イエスと共に十字架を担いで歩いた男性。                                   |
| マルコス                   | Roberto Bestazzoni           | 削がれた耳をイエスに癒されたカイアファの衛兵。                           |
| ニコデモ                   | オレック・ミンサル           | イエスを擁護した祭司。                                                   |
| トマス                     | Adel Ben Ayed                | イエスの弟子。                                                           |
| ヤコブ                     | Chokri Ben Zagden            | 〃                                                                       |
| ローマ兵                   | ロムアルド・クロス           | ローマ軍の拷問指揮官。                                                   |
| 〃                         | ジュゼッペ・ロコンソレ       | イエスを鞭打ちで拷問したローマ兵。                                       |
| 〃                         | ダリオ・ダンブロージ         | 〃                                                                       |
| 〃                         | Lello Giulivo                | 十字架を背負ったイエスをゴルゴタの丘まで歩かせ、磔刑に処したローマ兵。   |
| 〃                         | エミリオ・デ・マルキ         | 〃                                                                       |
| 〃                         | Roberto Visconti             | 〃                                                                       |

## 反響
ヨハネ・パウロ2世も試写を視聴し、周囲から「It is as it was（全て真実）」とコメントがあったと発表されたが、直ちに打ち消された。教皇の秘書は後日、「確かに教皇はそう言われたが、単なる個人的な感想をメディアがおおげさに取り上げ、その結果映画の宣伝に誇大に使われるような恐れがあっては困るので否定した」と理由を明らかにした。
イエスへの拷問場面は凄惨であり、アメリカではこの映画を鑑賞していた女性が心臓発作を起こして死亡する事故が起きている。日本でのレイティングはPG-12であった。
メル・ギブソンは「福音書に忠実な描写」としているが、「ユダヤ人が悪魔に挑発されてイエスの処刑を求めた」シーン等は福音書に基づくものではなく、ドイツ人修道女のアンナ・カタリナ・エンメリックの著書『キリストの御受難を幻に見て』にしかないものであるとして、ドイツ司教団などから「反ユダヤ主義に基づくもの」として批判されている。2003年12月に公開が予定されていたが、批判やバッシングを恐れて公開が延期されていたという。
公開後は反ユダヤ主義という批判は沈静化した。ただイエスの描写についての凄惨さについては根強く賛否がある。ユダヤ人を悪く描いていると欧米のメディアから叩かれた為か、イエスを預言者としては認めるが神としては認めないイスラム諸国で上映され、好意的に取り上げられた。
この映画の上映時に言われたメル・ギブソンの反ユダヤ的志向については、上映時のユダヤ系団体からのバッシングがメル・ギブソンのユダヤ人への反発心を高め、後の人種差別発言の遠因になったといわれる主張があるが、ウィノナ・ライダーが1995年の時点で彼とパーティー会場で会った際に「オーブン・ドジャーズ（「焼却炉を逃れた連中」の意）」と反ユダヤ的暴言を浴びせられた事を告白している。
薬師院仁志は、アメリカではヨーロッパのキリスト教徒には理解できない好き放題なやり方で信仰活動が行われ、キリストの受難と磔刑を厳密に説かない教会もあるため、多くのアメリカ人にはこの作品のキリストの姿が理解できなかった、という趣旨の感想を述べている。

## 続編
2016年6月、ランダル・ウォレスが『ハリウッド・リポーター』のインタビューで「メル・ギブソンと共同でイエスの復活を描く映画の制作に取り掛かっている」と述べた
。

## 関連書籍
- 『パッションを理解するために』平野耕一 プリズム社 ISBN 978-4938785116